# Angelo Spinillo

Bischofswappen von Angelo Spinillo

Angelo Spinillo (* 1. Mai 1951 in Sant’Arsenio, Provinz Salerno, Italien) ist Bischof von Aversa.

## Leben
Angelo Spinillo erwarb das Lizenziat in Pastoraltheologie und empfing am 15. Juli 1978 durch den Bischof von Diano-Teggiano, Umberto Luciano Altomare, das Sakrament der Priesterweihe. Im November 1982 wurde er stellvertretender Schatzmeister der Pfarrei Santa Annunziata. 1983 ging Spinillo als Gemeindepfarrer nach Monte San Giacomo. Im Bistum Diano-Teggiano engagierte er sich ab den 1990er Jahren auch in kulturellen Fragen.
Am 18. März 2000 ernannte ihn Papst Johannes Paul II. zum Bischof von Teggiano-Policastro. Der Erzbischof von Neapel, Michele Kardinal Giordano, spendete ihm am 13. Mai desselben Jahres die Bischofsweihe; Mitkonsekratoren waren der Erzbischof von Salerno-Campagna-Acerno, Gerardo Pierro, und der Sekretär der Kongregation für den Gottesdienst und die Sakramentenordnung, Kurienerzbischof Francesco Pio Tamburrino OSB. Am 15. Januar 2011 bestellte ihn Papst Benedikt XVI. zum Bischof von Aversa. Die Amtseinführung erfolgte am 19. Februar desselben Jahres.
Nach dem Tod von Pietro Farina wurde Spinillo im September 2013 Apostolischer Administrator des Bistums Caserta. Dieses Amt übte er bis zur Amtseinführung Giovanni D’Alises am 18. Mai 2014 aus.